# Норвегия и Европейский союз
Норвегия и Европейский союз — двусторонние дипломатические отношения между Европейским союзом (ЕС) и Норвегией. Королевство Норвегия не является членом ЕС, но с 1994 года входит в Европейскую экономическую зону (ЕЭЗ) и является членом-учредителем Европейской ассоциации свободной торговли (ЕАСТ), которая была основана в 1960 году и является одним из двух исторически доминирующих западноевропейских торговых блоков. В Норвегии дважды рассматривалась возможность присоединения к Европейскому экономическому сообществу и Европейскому союзу, но оба раза население страны отвергло эти предложения на референдумах в 1972 и в 1994 годах.

## Торговля
ЕС является основным торговым партнером Норвегии, а эта страна является пятым по важности партнером ЕС. В 2008 году товарооборот Норвегии с ЕС составил сумму 91,85 млрд евро, основным товаром являются энергоносители (только 14,1 % приходится на промышленную продукцию). Экспорт ЕС в Норвегию составил сумму 43,58 млрд евро, в основном промышленная продукция.

## Европейская экономическая зона
Европейское экономическое сообщество предоставляет Норвегии доступ к европейскому единому рынку. Из 23 000 законов ЕС, действующих по состоянию на 2016 год, в Норвегии действует примерно 21 %. Согласно данным министерства иностранных дел Норвегии из законодательных актов, принятых в период с 1994 по 2010 год, в Норвегии действовало 70 % директив ЕС и 17 % нормативных актов ЕС в 2010 году. Около 28 % действующего законодательства ЕС этих двух типов вступили в силу в Норвегии в 2010 году. Стортинг должен одобрять все новые законы, которые имеют значительные последствия; в период с 1992 по 2011 год 92 % законов ЕС были приняты в Норвегии единогласно, а большинство остальных — подавляющим большинством.
Членство в Европейском экономическом сообществе облегчает свободное перемещение товаров, капитала, услуг и людей между ЕС и ЕАСТ (включая Норвегию). Свободное перемещение товаров означает освобождение от уплаты таможенных сборов, за исключением случаев еды и напитков (поскольку они субсидируются ЕС). Рыболовство и сельское хозяйство облагаются таможенными пошлинами в размере более 100 миллионов евро в год. Вступление в ЕС в качестве полноправного члена устранило бы эти сборы и привело бы к снижению цен на продукты питания в Норвегии. Однако, этому противостоят фермеры и рыбная промышленность, поскольку это создаст дополнительную конкуренцию для местных производителей. Свобода передвижения рабочей силы в Европейском союзе относится и к норвежцам, кроме того Норвегия является частью Шенгенской зоны.
Норвегии были предоставлены права участия (за исключением права голоса) в нескольких программах, органах и инициативах ЕС. К ним относятся такие области безопасности и обороны, как: Европейское оборонное агентство, Скандинавская боевая группа, Frontex, Европол и Европейский центр мониторинга наркотиков и наркомании.
Общий финансовый вклад Норвегии, связанный с соглашением о ЕЭЗ, состоит из взносов, связанных с участием в этих проектах развития для сокращения социального и экономического неравенства в ЕС (гранты ЕЭЗ и Норвегии). В 2008 году взнос Норвегии составил сумму 188 миллионов евро. В течение программного периода 2007—2013 годов вклад Норвегии существенно увеличивался параллельно с разработкой программного бюджета ЕС: с 130 млн евро в 2007 году до 290 млн евро в 2013 году. C 2004 по 2009 год Норвегия предоставила почти 1,3 миллиарда евро в качестве грантов.

## История
В 1962 году Норвегия подала заявку на членство в Европейском экономическом сообществе (ЕЭС), а Ирландия, Великобритания и Дания подали заявки на вступление за год до этого. Когда Франция заблокировала заявку Великобритании в следующем году, переговоры о присоединении с Норвегией и другими странами также были приостановлены из-за прочных экономических связей с ней. В 1967 году ситуация повторилась.
22 января 1972 года Норвегия завершила переговоры по условиям регулирования членства в ЕЭС. Большинство в парламенте выступило за вступление в ЕЭС и в начале 1972 года правительство Норвегии решило вынести вопрос на всенародный референдум назначенный на 24 сентября. В результате 53,5 % проголосовали «против» вступления в ЕС и 46,5 % проголосовали «за». Рабочая партия во главе с Тригве Браттели подало в отставку после результатов референдума и к власти пришло коалиционное правительство во главе с Ларсом Корвальдом.
Норвегия заключила торговое соглашение с ЕЭС после итогов референдума, которое оставалось в силе до вступления этой страны в Европейскую экономическую зону 1 января 1994 года. 28 ноября 1994 года был проведён второй референдум о вступлении страны в ЕС, но вновь окончившийся неудачей: 52,2 % граждан Норвегии выступили «против» членства и 47,8 % проголосовали «за» при явке 88,6 %. В настоящее время у Норвегии нет планов подавать ещё одну заявку на вступление в ЕС. Норвегия была ассоциированным членом Западноевропейского союза, пока организация не прекратила существование в 2011 году.
Основной проблемой для вступления Норвегии в ЕС являются её рыбные ресурсы, которые являются важной частью национальной экономики и попадают под общую рыбную политику ЕС. Норвегия имеет высокий ВВП на душу населения и ей придётся платить высокий членский взнос. Страна имеет ограниченные сельскохозяйственные и немного неразвитых территорий, из-за чего Норвегия получила бы небольшую экономическую поддержку от ЕС. Однако, с 2009 года Норвегия решила принимать участие во многих проектах Европейского союза.